# Quisqueya Henríquez
Quisqueya Henríquez (La Habana,  1966 - Santo Domingo, 30 de marzo de 2024) fue una artista cubana avecindada en República Dominicana. Su obra comprende técnicas como el collage, la instalación, el video y el arte sonoro.
Estudió en la Universidad Autónoma de Santo Domingo (UASD) y en el Instituto Superior de Arte (ISA) de La Habana de 1987 a 1992.
Henríquez toma inspiraciones del arte y la cultura de República Dominicana y Cuba, y reflexiona sobre las vinculaciones con el arte global, además de involucrar en ciertas piezas artísticas a las personas que las observan. Muestra de ello es su obra performática Helado de agua de mar Caribe, en donde se derretía un helado hecho con agua marina, suero de leche, ron, aceite de coco, color azul y estabilizadores.
Su obra está incluida en museos de Cuba, República Dominicana y Estados Unidos.

## Premios y reconocimientos
- Beca Cintas, 1997
- Premio del South Florida Consortium, 1997